# Distrito electoral de Brewster (condado de Blaine, Nebraska)
Brewster (en inglés: Brewster Precinct) fue un distrito electoral ubicado en el condado de Blaine en el estado estadounidense de Nebraska. En el Censo de 2010 tenía una población de 181 habitantes. Al 23 de julio de 2021 está inactivo.

## Geografía
El distrito electoral de Brewster estaba ubicado en las coordenadas 41°57′21″N 99°45′57″O / 41.95583, -99.76583. Según la Oficina del Censo de los Estados Unidos, el distrito tenía una superficie total de 742.12 km², de la cual 739.53 km² correspondía a tierra firme y (0.35%) 2.59 km² era agua.

## Demografía
Según el censo de 2010, había 181 personas residiendo en Brewster. La densidad de población era de 0,24 hab./km². De los 181 habitantes, el distrito estaba compuesto por el 99.45% blancos y el 0.55% pertenecían a dos o más razas.